# 卡夫丁峡谷
卡夫丁峡谷（義大利語：Valle Caudina）是意大利的一个山谷，人口稠密，约有居民69,000人。它位于坎帕尼亚，贝内文托省和阿韦利诺省之间。前321年，该地发生了卡夫丁峡谷战役。

## 其他用法
德国哲学家、社会学家、革命社会主义者卡尔·马克思晚年引用古罗马史卡夫丁峡谷的典故，针对俄国社会的发展情况提出了“跨越卡夫丁峡谷”的设想。
1881年马克思给查苏利奇复信的初稿中提到：“就使俄国可以不通过资本主义制度的卡夫丁峡谷而把资本主义制度所创造的一切积极的成果用到公社中来。”马克思在给查苏里奇的正式复信中写道：“由此可见，在《资本论》中所作的分析，既没有提供肯定俄国农村公社有生命力的论据，也没有提供否定农村公社有生命力的依据。但是，我根据自己找到的原始材料对此进行的专门研究使我深信：这种农村公社是俄国社会新生的支点，可是要使它能发挥这种作用，首先必须排除从各方面向它袭来的破坏性影响，然后保证它具备自然发展的正常条件。”
后世马克思主义学者对此有争议：一种观点是，跨越“卡夫丁峡谷”思想并不是马克思正式的理论主张而只是他在思想酝酿过程中的某种假设，如张明军认为，马克思确实思考过俄国农村公社可以不通过资本主义制度的卡夫丁峡谷问题，但最后并未确切提出可以不通过卡夫丁峡谷的思想；另一种观点则认为跨越“卡夫丁峡谷”思想是马克思慎重思考的结果，这一点在他1877年11月撰写的《给“祖国纪事”杂志编辑部的信》中亦有明确的表述——
“最后，因为我不喜欢留下‘一些东西让人去揣测’，我准备直截了当地说。为了能够对当代俄国的经济发展作出准确的判断，我学习了俄文，后来又在许多年内研究了和这个问题有关的官方发表的和其他方面发表的资料。我得出了这样一个结论：如果俄国继续走它在1861年所开始走的道路，那它将会失去当时历史所能提供给一个民族的最好的机会，而遭受资本主义制度所带来的一切灾难性的波折。”